# NACK5 Omiyastadion
Het NACK5 Omiyastadion (ナックファイブスタジアム大宮, Nakku-faibu Sutajiamu Ōmiya) is een multifunctioneel stadion in Saitama, een stad in Japan. Het stadion heette tussen 1964 en 2007 Ōmiya Park Voetbalstadion. In het stadion is plaats voor 15.300 toeschouwers. Het stadion werd geopend in 1964 en gerenoveerd in 1995 en 2007.
Het stadion wordt vooral gebruikt voor voetbalwedstrijden, de voetbalclub Omiya Ardija maakt gebruik van dit stadion. Van dit stadion werd ook gebruik gemaakt voor het voetbaltoernooi op de Olympische Zomerspelen van 1964 en het Wereldkampioenschap voetbal onder 20 van 1979.